# Bando de Tigalate
El Cantón de Tigalate fue una de las doce demarcaciones territoriales en las que los aborígenes benahoaritas dividían la isla de La Palma (Canarias) cuando llegaron los conquistadores castellanos a finales del siglo xv.
Sus capitanes o caudillos durante la conquista fueron los hermanos Juguiro y Garehagua, llamado así porque cuando nació unos perros rodeaban a su madre, ya que en lengua aborigen haguayan quería decir 'perro'.

## Etimología
Según el historiador portugués Gaspar Frutuoso, tanto Tigalate como Tiguerorte «quieren decir corralitos o cortijos o cuevas de ganados» en la lengua aborigen. Este mismo significado le dan los filólogos Ignacio Reyes y Maximiano Trapero, el primero traduciéndolo como 'corral de cría', y el segundo relacionándolo con los términos bereberes ighladen 'muro de piedras secas' y aghlad 'cercado de piedras'.
El término pervive en la isla como topónimo, denominándose así una entidad de población del municipio de Villa de Mazo.

## Características
El cantón es definido por Juan de Abréu Galindo, cuya obra Historia de la conquista de las siete islas de Canaria es la fuente original donde aparece referido este cantón, en los siguientes términos: «El quinto señorío, Tigalate y Mazo hasta Tedote, donde al presente llaman la Breña». Comprendía pues los modernos municipios de Villa de Mazo y Breña Baja.

## Historia

### Batalla contra Tijarafe
Antes de la conquista, el bando de Tigalate ayudó al de Aceró durante un ataque del bando de Tijarafe a este último. Al final, Aceró y sus aliados ganaron la guerra.

### Conquista de La Palma
Durante la conquista castellana en 1492, el bando de Tigalate fue el primer lugar donde los conquistadores encontraron resistencia, pues los caudillos Juguiro y Garehagua no se sometieron. Los aborígenes fueron vencidos y las tropas castellanas continuaron su marcha por la isla.

## Economía
La principal actividad económica fue la ganadería de cabras, aunque también eran recolectores de frutos, raíces y moluscos de costa.